# Martín Pampiglione
José Martín Pampiglione (Córdoba, Argentina, 30 de enero  es un cantante, músico y compositor argentino, miembro fundador de la agrupación de rock, cuarteto y ska Los Caligaris, desde su formación en 1997 hasta la actualidad.

## Biografía
Martín Pampiglione nació en Córdoba Capital, provincia de Córdoba, en 1977 mientras sus padres viajaban con el Circo de los Hermanos Muñóz. Él y su hermano Diego Jesús Pampiglione (baterista de Los Caligaris) pertenecen a la quinta generación de una familia cirsense. Cursó sus estudios primarios en decenas de escuelas a lo largo de Argentina, debido a la vida nómada del circo. Su carrera como cantante comienza en 1997 cuando, junto con su hermano y amigos del barrio, deciden formar una banda que dieron a llamar Los Caligaris en honor a un mítico payaso llamado Caligari.
En 2002 Martín se hace conocido a nivel nacional gracias al álbum debut "Yernos perfectos".
En 2005 la banda es premiada por la Fundación Konex en la categoría Tropical /Cuarteto.
En 2007 visita por primera vez junto a su banda, México, país donde Los Caligaris se han popularizado.
En 2013 realiza junto a Caligaris una gira por México junto a Los Auténticos Decadentes.
En 2016 consigue junto a Los Caligaris cuatro nominaciones en los Premios Gardel, siendo ganadores en la categoría "Ingeniería de grabación" por su álbum Circología.
El 7 de abril de 2018 se presenta junto a su banda por primera vez en el prestigioso Auditorio Nacional de México.
En el 2019 consigue nuevamente junto a Los Caligaris una nominación por su álbum "20 años, el show más feliz del mundo" una nominación a los Premios Gardel en la categoría de "Mejor álbum de rock alternativo".

## Discografía
Álbumes editados en Argentina
- 2002 - Yernos Perfectos
- 2004 - Grasas Totales
- 2005 - Chanchos Amigos
- 2007 - No es lo que parece
- 2009 - Transpirando Alegría
- 2011 - Bailarín Apocalíptico
- 2015 - Circología
- 2019 - Salva
- 2023 - Muchas Noches, Buenas Gracias

Álbumes editados en México
- 2006 - Yernos Perfectos
- 2007 - Residencial América
- 2009 - Transpirando Alegría
- 2015 - Circología

Extended plays
- 2013 - Canciones para Armar
- 2017 - Canciones Felices

Discos en vivo
- 2010 - Vivo en Café Iguana
- 2016 - Somos Todos Vivos
- 2018 - 20 Años: El show más feliz del mundo

## Premios

### Premios Gardel[11]
| Año  | Trabajo nominado                       | Categoría                        | Resultado |
| ---- | -------------------------------------- | -------------------------------- | --------- |
| 2016 | «Circología»                           | Mejor Álbum Rock pop alternativo | Nominado  |
| 2016 | «Circología»                           | Producción del año               | Nominado  |
| 2016 | «Circología»                           | Mejor videoclip                  | Nominado  |
| 2016 | «Circología»                           | Ingeniería de Grabación          | Ganador   |
| 2019 | «20 años, el show más feliz del mundo» | Mejor Álbum Rock Alternativo     | Nominado  |